# NGC 972
NGC 972 é uma galáxia espiral (Sab) localizada na direcção da constelação de Aries. Possui uma declinação de +29° 18' 37" e uma ascensão recta de 2 horas, 34 minutos e 13,3 segundos.
A galáxia NGC 972 foi descoberta em 11 de Setembro de 1784 por William Herschel.